# Max Hahn (Radsportler)
Max Hahn (* 31. Januar 1899 in Mühlhausen, Ostpreußen; † 18. Februar 1960 in Berlin) war ein deutscher Radrennfahrer und Fahrradkonstrukteur.

## Biographie
Max Hahn wurde in Ostpreußen geboren; als er fünf Jahre alt war, zog die Familie nach Berlin. Im Alter von acht Jahren bekam er sein erstes Fahrrad zu Weihnachten geschenkt, mit 13 Jahren bestritt er sein erstes Jugendrennen über 20 Kilometer. Er lag an der Spitze, als er mit einem Pferdefuhrwerk zusammenstieß, stürzte und das Rennen beenden musste. Mit 14 Jahren wurde er Vereinsmeister des Olymp 1912 über 1000 Meter und gewann das 150 Kilometer lange Rennen Berlin-Frankfurt (Oder)-Berlin. Im Jahr darauf mietete er sich eine Kabine in der Radrennbahn Treptow und begann, systematisch auf der Bahn zu trainieren, etwa gemeinsam mit Emil Lewanow. 1917 wurde er als Soldat eingezogen.
In den 1920er Jahren etablierte sich Hahn in der Hauptstadt als Fahrer bei Sechstagerennen, einer Ausdauerdisziplin, aber auch als „Flieger“ (die damalige Bezeichnung für Sprinter). Er startete bei insgesamt 13 Sechstagerennen, wurde mit Franz Krupkat 1923 Zweiter, mit Oskar Tietz 1925 zweimal Zweiter und 1926 Dritter. In späteren Jahren erklärte Hahn seinem Sohn, dass er lediglich aufgrund von Absprachen nie siegen durfte. 1925 wurde Hahn Dritter der deutschen Meisterschaft im Sprint und 1926 Vize-Meister. 1926 gewann er den Großen Preis von Berlin. Ende der 1920er Jahre beendete Hahn seine aktive Radsportlaufbahn.
Anschließend eröffnete Hahn das „Erste Berliner Radsporthaus Max Hahn“ und kreierte die eigene Fahrradmarke Rennhahn, für die er mit Slogans warb wie z. B. „Rennhahn über Nacht, Dich zum Meister macht“. Bekannte Bahnfahrer der Zeit wie Paul Buschenhagen, Willy Funda und Georg Kroschel fuhren Rennhahn-Räder. Gemeinsam mit Oscar Tietz entwickelte er das „erste Raketen-Rad der Welt“, das Hahn Rak I. Getestet wurden die Gefährte auf der Berliner Olympiabahn in Plötzensee, worüber auch in der Wochenschau berichtet wurde. Über den Fortgang der Experimente ist nichts bekannt. Hahn konstruierte auch einen (patentierten) Rennsimulator, „10 Rollen-Mannschaftsapparat“ genannt, mit dem zehn Fahrer gleichzeitig gegeneinander antreten konnten; die zurückgelegte Strecke wurde mittels Zeiger auf einer großen Scheibe angezeigt. Zudem betätigte Hahn sich als Tüftler und Erfinder in Sachen Fahrradkomponenten: Er erhielt Patente für eine Ventilkappe, für eine im Steuerkopf integrierte Federung, einen verstellbaren Lenker (den sogenannten Van-Kempen-Lenker) und weitere Erfindungen.
Im Zweiten Weltkrieg wurden sowohl das Gebäude, in dem sich das Geschäft befand, wie auch das Haus, in dem die Familie wohnte, zerstört. Nach dem Krieg eröffnete Hahn die Gaststätte Maxim in Neukölln, die zu einem Radsportlertreff wurde, und ein Fahrradgeschäft in Kreuzberg.
1946 erhielt der Sportring Neukölln, ein Konsortium um Max Hahn, vom Bezirksamt Neukölln den Auftrag zum Betrieb der Werner-Seelenbinder-Radrennbahn in Neukölln, 1948 wurde sie eröffnet. 1952 kam es zu Streit hinter den Kulissen, und das Bezirksamt kündigte Hahn den Pachtvertrag; ein folgendes Gerichtsverfahren endete für Hahn mit einer geringen Entschädigungssumme. Der Verlust der Bahn, in deren Ausbau Hahn sein gesamtes Vermögen gesteckt hatte, stürzte ihn für den Rest seines Lebens in hohe Schulden. Sein Kommentar dazu: „Maxe Hahn, Du hast die größte Dummheit Deines Lebens ausgefressen.“ Deshalb musste er die jahrzehntelange finanzielle Unterstützung von mehreren Berliner Radsportvereinen einstellen, die deshalb den Zusatz Rennhahn in ihren Namen aufgenommen hatten, darunter die RVg Rennhahn, die Hahn 1929 mitbegründet hatte. 1953 wurde der Verein in Berliner Rennfahrervereinigung 1929 umbenannt.
Etwa 1952 baute Max Hahn mit der Unterstützung von Oskar Tietz und Walter Sawall hochwertige Mini-Rennräder für Kinder zwischen zehn und 14 Jahren, sogenannte Bambi-Räder, die auf eigens dafür gebauten Radrennbahnen genutzt werden sollten. Schon in den 1920er Jahren hatte Hahn erstmals mit diesen „Mini-Rädern“ geworben. Nach mehreren Rennen auf verschiedenen Plätzen wurde 1953 in Kreuzberg am Wassertorplatz die erste Bambi-Rennbahn mit Rennen von 300 Kindern vor 5000 Zuschauern eingeweiht. 1952 etwa winkte dem Sieger eine Reise zu den Bahnweltmeisterschaften in Paris. Selbst der Tour-de-France-Sieger Fausto Coppi wurde werbewirksam auf ein Bambi-Rad gesetzt. Die Walt Disney Pictures, Produzent des Zeichentrickfilms Bambi forderten Lizenzgebühren, da man sich die Markenrechte gesichert hätte. Da es aber schon zahlreiche Produkte mit der Bezeichnung Bambi gab, musste Hahn keine Gebühren an Disney zahlen. 
Der Bund Deutscher Radfahrer stand der Bambi-Bewegung jedoch ablehnend gegenüber, da das Fahren von Kindern auf diesen Rädern „schädlich“ sei, zudem kam es zu Ärger mit den Lieferanten. So brach schon 1954 der Verkauf von Bambi-Rädern ein, und das Projekt fand ein Ende. Inwieweit das finanzielle Debakel um die Radrennbahn in Neukölln dabei eine Rolle spielte, ist ungeklärt.
Das Geschäft mit Fahrrädern ließ in den 1950er Jahren stark nach, und Hahn sattelte wenig erfolgreich auf Radio- und Fernsehgeräte um. In Berlin betrieb er mehrere Geschäfte.
 Max Hahn starb 1960 im Alter von 61 Jahren und wurde auf dem St.-Jacobi-Kirchhof I in Neukölln bestattet.